# عناز خيمي
العِنَّاز الخيميأو العنّاز أو البوطي الخيمي (باللاتينية: Butomus umbellatus) نوع نباتي من جنس العناز من الفصيلة البوطية.

## الموئل والانتشار
يعيش في البيئات المائية كمجاري المياه والمستنقعات. النبات واطن في كل أقطار الشام وأقطار المغرب العربي (باستثناء ليبيا وموريتانيا) وكل أوروبا والقوقاز.

## مرادفات غير مقبولة للاسم العلمي
- (باللاتينية: Butomus caesalpini Neck.)
- (باللاتينية: Butomus floridus Gaertn.)
- (باللاتينية: Butomus scutariensis Rohlena [Invalid])
- (باللاتينية: Butomus umbellatus f. albiflorus F.Fromm)
- (باللاتينية: Butomus umbellatus var. minor Ledeb.)
- (باللاتينية: Butomus umbellatus f. natans V.V.Petrovsky)
- (باللاتينية: Butomus umbellatus var. parviflorus Buchenau)
- (باللاتينية: Butomus umbellatus var. scutariensis Rohlena)
- (باللاتينية: Butomus umbellatus f. submersus Glück)
- (باللاتينية: Butomus umbellatus f. terrestris Glück)
- (باللاتينية: Butomus umbellatus f. umbellatus)
- (باللاتينية: Butomus umbellatus var. vallisneriifolia Sagorski)
- (باللاتينية: Butomus vulgaris Gueldenst.)